# Compagnie du tramway a vapeur de Bône à La Calle et extensions

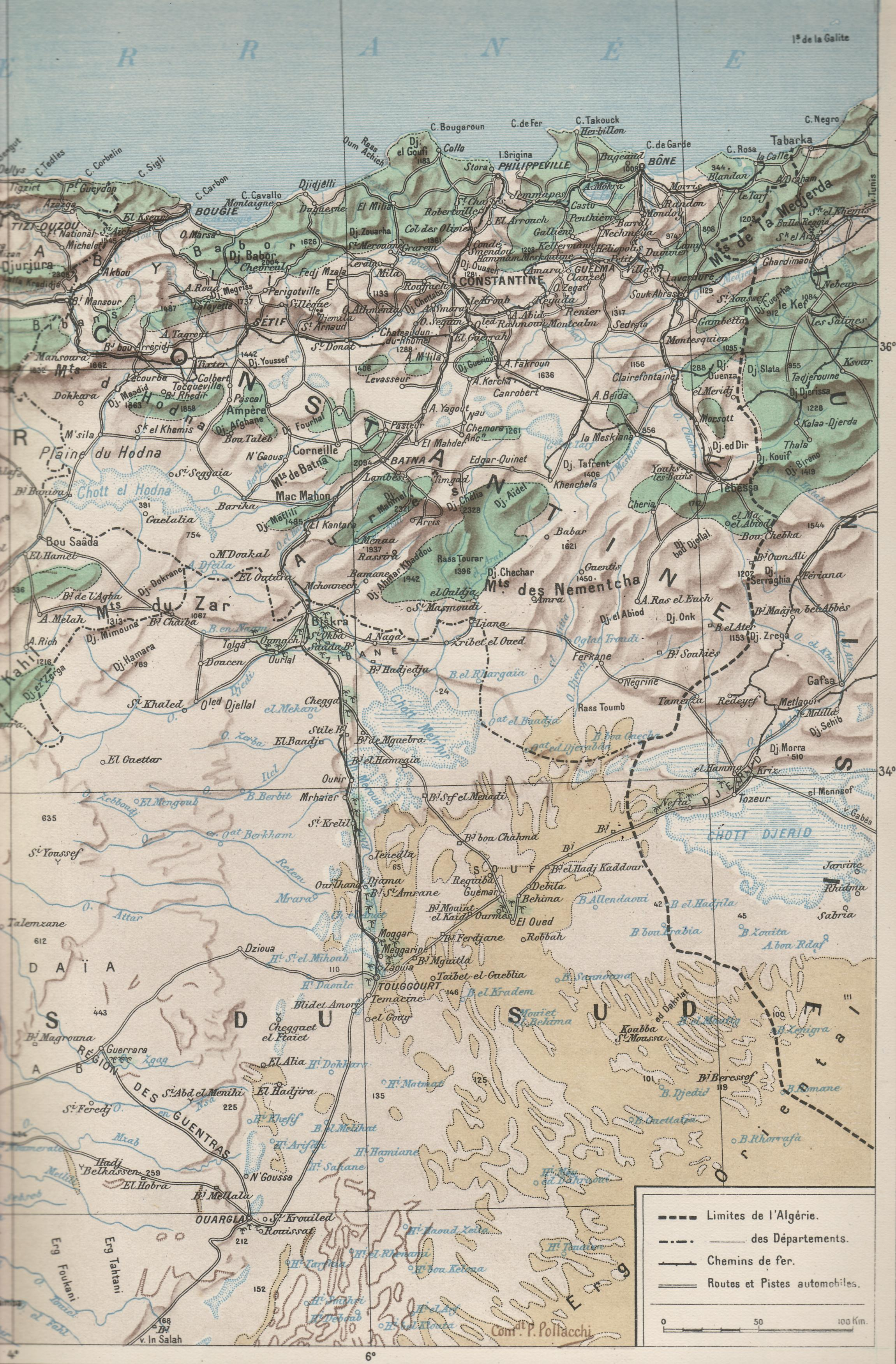
Carta del dipartimento di Costantina nel 1930

La Compagnie du tramway a vapeur de Bône à La Calle et extensions era una società anonima francese costituita per costruire ed esercire una ferrovia economica tra Bône e La Calle, nel dipartimento di Costantina, in Algeria. Scomparve definitivamente nel 1939.

## Storia
L'emanazione della legge 11 giugno 1880 che incentivava la costruzione di ferrovie economiche su strada e tranvie a vapore ad uso viaggiatori e merci stimolò la progettazione di una linea tra Bône à La Calle con possibile diramazione per Oum-Theboul. Il 31 maggio 1900 venne firmata, tra il ministero francese e l'ingegnere Emile Laborie, una convenzione per la costruzione di una ferrovia economica a scartamento ridotto; il 27 agosto dello stesso anno venne emesso il decreto presidenziale n. 39403 che dichiarava l'opera di pubblica utilità. La concessione venne poi ceduta alla Compagnie du tramway a vapeur de Bône à La Calle et extensions, una società anonima, della quale erano azionisti vari membri della stessa famiglia Laborie, costituitasi con un capitale di 600 000 franchi. 
La convenzione, inserita nel decreto, prevedeva l'utilizzo di 5 locomotive a vapore, 12 vagoni passeggeri di II e III classe e 55 carri merci di vari tipi, con possibilità a discrezione della compagnia, di aumentare congruamente il numero.
La ferrovia tra Bône e La Calle, che aveva le caratteristiche tipiche di una tranvia su percorso promiscuo, a vapore, a scartamento 1 055 mm fu aperta all'esercizio il 18 agosto 1904; l'offerta prevedeva tre coppie giornaliere di treni per l'intero tragitto, coperto in circa 4 ore, con posti di II e III classe; venivano fatte 15 fermate, complessivamente, per servizio viaggiatori, postale e merci.
Negli anni Venti la linea ferroviaria venne riscattata e inserita nella rete della Compagnie des chemins de fer algériens de l'État. La società fu disciolta nel 1939.

## Le stazioni esercite
- Bône, Morris, Lac des Oiseaux, Blandan, Le Tarf, Yusuf, Lac Oubeira, La Calle[4]

## Materiale rotabile
- Locomotive a vapore numerate da 1 a 5, con rodiggio 021T, costruite in Francia da Corpet-Louvet nel 1902 (numeri di fabbrica 893-897).